# Sven Haller
Sven Haller (* 1980 in Wismar) ist ein deutscher Politiker (FDP). Er ist seit 2021 Staatssekretär im Ministerium für Infrastruktur und Digitales des Landes Sachsen-Anhalt. Er ist zugleich Amtschef des Ministeriums.

## Leben
Haller studierte Volkswirtschaftslehre an der Otto-von-Guericke-Universität Magdeburg und beendete das Studium als Diplom-Volkswirt. Danach war er zunächst als wissenschaftlicher Mitarbeiter an der Fakultät für Wirtschaftswissenschaft der Otto-von-Guericke-Universität tätig. In dieser Zeit beschäftige er sich im Bereich der experimentellen Wirtschaftsforschung u. a. mit Korruption. Er wechselte als wissenschaftlicher Mitarbeiter zu einem Mitglied des Deutschen Bundestages und anschließend im Jahr 2011 als wissenschaftlicher Mitarbeiter zur FDP-Fraktion in der Hamburgischen Bürgerschaft. Dort beschäftigte er sich mit der Haushalts-, Finanz- und Wirtschaftspolitik der Fraktion. Nach der Bürgerschaftswahl in Hamburg 2015 wurde er Geschäftsführer der FDP-Fraktion. Im Jahr 2018 nahm er eine Tätigkeit als kaufmännischer Geschäftsführer einer Kommunikations- und Strategieagentur für die Bereiche Finanzen, Controlling und Personal auf.

## Politik
Haller war von 2007 bis 2009 Vorsitzender der Jungen Liberalen Sachsen-Anhalt.
Bei der Landtagswahl in Sachsen-Anhalt 2011 kandidierte er als Direktkandidat im Landtagswahlkreis Magdeburg II und auf Platz 9 der Landesliste der FDP. Er verpasste das Direktmandat bei 2,2 % der Erststimmen und die FDP insgesamt konnte nicht in den 6. Landtag von Sachsen-Anhalt einziehen.
Bei der Bürgerschaftswahl in Hamburg 2020 kandidierte er erfolglos auf Platz 3 der Wahlkreisliste der FDP für den Wahlkreis Barmbek – Uhlenhorst – Dulsberg und außerdem auf Platz 46 der Landesliste der FDP. Die FDP insgesamt verpasste den Einzug in die Hamburgische Bürgerschaft.
Im September 2021 wurde Haller unter Ministerin Lydia Hüskens (FDP) zum Staatssekretär im Ministerium für Infrastruktur und Digitales des Landes Sachsen-Anhalt ernannt. Er ist Amtschef im Ministerium und für den Bereich Infrastruktur verantwortlich.